# 帕辛 (慕尼黑)
帕辛（德語：Pasing），是德国慕尼黑的一个地区。它是帕辛-上门青的一个市分区。
帕辛位于慕尼黑市中心的西部。区内有慕尼黑帕辛站。